# Glucose-6-phosphatase
La glucose-6-phosphatase est une hydrolase qui catalyse la réaction d'hydrolyse du glucose-6-phosphate en D-glucose avec libération de phosphate inorganique :
 +   H2O    {\displaystyle \rightleftharpoons }     +   Pi.
Elle est spécifique au réticulum endoplasmique
Cette enzyme intervient de façon primordiale dans plusieurs voies du métabolisme énergétique chez les vertébrés, notamment à la fin de la néoglucogenèse et de la glycogénolyse, ce qui lui confère un rôle crucial dans la régulation homéostatique de la glycémie. Chez l'Homme, il en existe trois isozymes appelées G6Pase, G6Pase-2 et G6Pase-3, codées respectivement par les gènes G6PC, G6PC2 et G6PC3. On trouve ces enzymes dans le foie, les reins et, en petites quantités, dans l'intestin. La G6Pase-2 est spécifiquement localisée dans les cellules des îlots de Langerhans, dans le pancréas. L'action de la G6Pase-3 est incertaine.
Les glucose-6-phosphatases sont des protéines membranaires du réticulum endoplasmique qui forment un complexe protéique avec la glucose-6-phosphate translocase qui agit à la fois en générant l'entrée du glucose-6-phosphate dans la lumière du réticulum endoplasmique et en l'hydrolysant pour libérer le D-glucose. Ce dernier est alors transféré hors du réticulum endoplasmique par des transporteurs de glucose.